# Personaggi presenti nella Bibbia e nel Corano
La Bibbia e il Corano hanno molti personaggi in comune. Se ne elencano i principali qui di seguito:
| Bibbia                     | Pronuncia coranica | Note                                                                                         |
| -------------------------- | ------------------ | -------------------------------------------------------------------------------------------- |
| Aronne                     | Hārūn              |                                                                                              |
| Abele                      | Hābīl              | Il suo nome islamico proviene dalla tradizione                                               |
| Abramo                     | Ibrāhīm            |                                                                                              |
| Adamo                      | Adam               |                                                                                              |
| Caino                      | Qābīl              | Il suo nome islamico proviene dalla tradizione                                               |
| Davide                     | Dāwūd              |                                                                                              |
| Gli apostoli               | al Hawariyyūn      | La Bibbia li cita per nome, ma non il Corano                                                 |
| Eber                       | Hûd                | Questa equivalenza è incerta                                                                 |
| Elia (Elijah)              | Ilyās              |                                                                                              |
| Eliseo                     | Alyasa'            | Questa equivalenza è incerta                                                                 |
| Enoch                      | Idrīs              | Questa equivalenza è incerta                                                                 |
| Ezechiele                  | Dhū l-Kifl         | Questa equivalenza è incerta                                                                 |
| Esdra                      | 'Uzayr             | Questa equivalenza è incerta                                                                 |
| Gabriele                   | Jibrīl             |                                                                                              |
| Gioachino                  | Imran              |                                                                                              |
| Golia                      | Jālūt              |                                                                                              |
| Aman                       | Haman              | Questa equivalenza è disputata                                                               |
| Isacco                     | Isħaq              |                                                                                              |
| Ismaele                    | Ismā'īl            |                                                                                              |
| Giacobbe                   | Ya'qub             |                                                                                              |
| Ietro chiamato anche Reuel | Shu'ayb            | Questa equivalenza è incerta                                                                 |
| Gesù                       | 'Īsā               |                                                                                              |
| Giobbe                     | Ayyūb              |                                                                                              |
| Giovanni Battista          | Yaħyā              |                                                                                              |
| Giona                      | Yūnus              |                                                                                              |
| Giuseppe                   | Yūsuf              |                                                                                              |
| Fratelli di Giuseppe       | Fratelli di Yusuf  | La Bibbia li cita per nome, ma non il Corano, eccetto Beniamino (ebraico: בִּנְיָמִין - Benjâmîn) |
| Core                       | Qarūn              |                                                                                              |
| Lot                        | Lūt                |                                                                                              |
| Moglie di Lot              | Moglie di Lūt      |                                                                                              |
| Maria                      | Maryam             |                                                                                              |
| Miriam                     | Sorella di Mūsā    |                                                                                              |
| Michele                    | Mikā'īl            |                                                                                              |
| Mosè                       | Mūsā               |                                                                                              |
| Noè                        | Nūħ                |                                                                                              |
| Faraone                    | Fir'aun            |                                                                                              |
| Putifarre                  | Al-'Azīz           | Sembra essere un titolo                                                                      |
| Moglie di Putifarre        | Moglie di Al-'Azīz | Il suo nome islamico proviene dalla tradizione                                               |
| Regina di Saba             | Saba'              | Il nome che le viene dato, Bilqīs, proviene da un'antica tradizione araba                    |
| Saul                       | Tālūt              |                                                                                              |
| Satana o Diavolo           | Iblīs o Shaytān    |                                                                                              |
| Re Salomone                | Sulayman           |                                                                                              |
| Terach                     | Azar               | Alcuni dicono che Teraḥ sia il cognome di Azar                                               |
| Zaccaria                   | Zakariyya          |                                                                                              |

Eva, Sara, Sefora, Elisabetta, Iochebed e la moglie di Noè sono citate senza nome nel Corano. Eva è nota col nome di Hawwa' nella tradizione islamica.
Nel corano non c'è né Eva né Hawwa, ma la moglie di Adam. Non c'è né Qabil né Habil, ma figli di Adam